# 迈恩布里
迈恩布里（Mainpuri）是印度北方邦迈恩布里县的一个城镇。总人口89535（2001年）。

## 人口
该地2001年总人口89535人，其中男性47324人，女性42211人；0—6岁人口12992人，其中男7009人，女5983人；识字率69.35%，其中男性为73.74%，女性为64.42%。